# Maciej Korzym
Maciej Korzym (ur. 2 maja 1988 w Nowym Sączu) – polski piłkarz, w latach 2004–2023 występujący na pozycji napastnika.

## Kariera klubowa
Maciej Korzym rozpoczął piłkarską karierę w Starcie Nowy Sącz, a w 2002 trafił do innego klubu z tego miasta – Sandecji. W styczniu 2004, mając piętnaście lat, rozpoczął treningi z pierwszym zespołem. Wcześniej przebywał także na szkoleniu w juniorach Lecha Poznań, a w kwietniu był w Londynie, do którego został zaproszony przez Chelsea na zajęcia z młodzieżową oraz rezerwową drużyną angielskiego zespołu. Wystąpił w kilku meczach sparingowych, w których prezentował się dobrze. Na początku maja, trzy dni po swoich 16. urodzinach, Korzym zadebiutował w Sandecji, grając od 77. minuty w wygranym 2:0 spotkaniu z Heko Czermno. W pojedynku 27. kolejki strzelił dla niej pierwsze bramki – dwukrotnie pokonał bramkarza Proszowianki Proszowice, przyczyniając się do zwycięstwa 3:0. Jeszcze w maju 2004 przebywał na zajęciach w Legii Warszawa i w czerwcu podpisał z nią kontrakt. W jej barwach zaliczył swój pierwszy mecz w Ekstraklasie i europejskich pucharach. Na krajowych boiskach zadebiutował w listopadzie 2004, grając w derbowym meczu z Polonią Warszawa, zaś w Pucharze UEFA wystąpił kilka miesięcy wcześniej, kiedy to wystąpił w pojedynku z FC Tbilisi. W sezonie 2004/2005 rozegrał łącznie 7 spotkań.
W czerwcu 2005 Korzym pojawił się na treningu Odry Wodzisław Śląski i kilka dni później został do niej wypożyczony na rok. W nowym klubie szybko wywalczył miejsce w podstawowym składzie. Zdobył także swoje pierwsze gole w Ekstraklasie. Do siatki rywali trafiał trzykrotnie, m.in. w spotkaniu z Wisłą Płock, w którym jego bramka dała Odrze zwycięstwo. Wysoką skuteczność zaprezentował także w rozgrywkach pucharu Polski, w których zagrał cztery razy i strzelił trzy gole. W 2006 powrócił do Legii i występował w niej przez kolejne dwa lata, jednak nie zdołał przebić się do pierwszej jedenastki. Grał sporadycznie, a w sezonie 2007/2008 zaliczył także kilka występów w Młodej Ekstraklasie. W tych samych rozgrywkach z pierwszym zespołem zdobył także krajowe trofeum, choć w wygranym finale z Wisłą Kraków nie wystąpił. Zagrał natomiast w 1/16 tych rozgrywek przeciwko rezerwom Sandecji Nowy Sącz, strzelając im jedną z czterech bramek. Brak miejsca w podstawowym składzie spowodował, że Korzym w sezonach 2008/2009 i 2009/2010 przebywał na wypożyczeniach w innych klubach. Najpierw reprezentował barwy Odry Wodzisław Śląski, a później GKS-u Bełchatów. W obu tych zespołach regularnie pojawiał się na boisku, choć nie dysponował wysoką skutecznością – przez dwa lata strzelił łącznie osiem goli.
Po zakończeniu okresu wypożyczenia w GKS-ie Bełchatów, klub ten chciał wykupić Korzyma na stałe. Propozycja 400 tys. złotych została jednak odrzucona. 25 czerwca 2010 pojawiła się informacja, że zawodnik będzie w sezonie 2010/2011 grał w Koronie Kielce. Jeszcze tego samego dnia dyrektor ds. sportowych Jarosław Niebudek zaprzeczył temu i powiedział, że kielecki klub nie sfinalizował transferu. Później oficjalna strona stołecznego klubu "Legia.com" poinformowała, że Korzym będzie zawodnikiem Cracovii. Informację tę przekazał dyrektor ds. rozwoju sportowego Legii Marek Jóźwiak. Potwierdził ją także "Przegląd Sportowy", publikując na swoich łamach wiadomość, o tym, że to krakowski klub zaoferował 600 tys. złotych, które żądała Legia. Informacje te okazały się jednak nieprawdą, gdyż 29 czerwca Korzym związał się trzyletnią umową z Koroną Kielce. 19 maja 2013 roku podczas meczu Korony Kielce z Jagiellonią Białystok Maciej Korzym doznał poważnej kontuzji podczas starcia z bramkarzem Jagiellonii Jakubem Słowikiem, który również pochodzi z Nowego Sącza i jest wychowankiem Sandecji. W spotkaniu tym bramkarz Jagi Jakub Słowik otrzymał czerwoną kartkę. 31 lipca 2014 r. podpisał 3-letni kontrakt z Podbeskidziem Bielsko-Biała. W swoim debiucie przeciwko Ruchowi Chorzów (3:0) strzelił bramkę i zaliczył asystę. W sierpniu 2015 roku rozwiązał kontrakt z Podbeskidziem i przeniósł się do Górnika Zabrze.
Korzym w 2016 roku wrócił do Sandecji Nowy Sącz, w której pozostał przez najbliższe cztery lata, po czym kolejne trzy sezony spędził w niższych ligach. W czerwcu 2023 zakończył swoją karierę piłkarską.

## Kariera reprezentacyjna
Maciej Korzym regularnie występował w juniorskich i młodzieżowych reprezentacjach Polski. Dla kadry U-14 strzelił gola w m.in. zremisowanym 2:2 spotkaniu ze Słowacją. W zespole do lat 15 zdobył bramkę w m.in. pojedynku ze Szwecją. We wrześniu 2004 wystąpił z reprezentacją U-16 w Turnieju o Puchar Syrenki. W finale imprezy Polacy spotkali się z Czechami i przegrali po dogrywce 1:3, a honorową bramkę strzelił Korzym. Z drużyną U-17 uczestniczył w turnieju eliminacyjnym piłkarskich Mistrzostw Europy w tej kategorii wiekowej. Występował także w kadrze do lat 18, 19, 20 i 21.
W czerwcu 2007, wraz z Kamilem Grosickim i Adamem Marciniakiem, odmówił wyjazdu z reprezentacją U-20 na towarzyski turniej piłkarski do Jordanii, będący częścią cyklu przygotowań do występów Biało-czerwonych na Mistrzostwach Świata U-20 w Kanadzie. Zawodnik tłumaczył się koniecznością dobrego przygotowania się – wraz z zespołem Legii – do występów w Pucharze Intertoto. Według trenera kadry młodzieżowej Michała Globisza, szefa Wydziału Szkolenia w PZPN Jerzego Engela i ówczesnego trenera kadry A Leo Beenhakkera zamknął sobie tym samym drogę do dalszych występów w narodowej reprezentacji kraju.

## Po zakończeniu kariery
Po zakończeniu kariery piłkarskiej, Korzym został doradcą zarządu klubu ds. sportowych Sandecji Nowy Sącz, a 19 czerwca do 4 grudnia 2023 był dyrektorem sportowym tego klubu.

## Statystyki

### Klubowe
(Stan na 13 grudnia 2020)
Źródło:
| Klub                       | Sezon              | Liga               | Liga  | Liga   | Puchar kraju | Puchar kraju | Puchar ligi | Puchar ligi | Europa | Europa | Superpuchar | Superpuchar | Suma  | Suma   | Dyscyplina | Dyscyplina |
| Klub                       | Sezon              | Liga               | Mecze | Bramki | Mecze        | Bramki       | Mecze       | Bramki      | Mecze  | Bramki | Mecze       | Bramki      | Mecze | Bramki |            |            |
| -------------------------- | ------------------ | ------------------ | ----- | ------ | ------------ | ------------ | ----------- | ----------- | ------ | ------ | ----------- | ----------- | ----- | ------ | ---------- | ---------- |
| Legia Warszawa             | 2004/05            | I liga             | 3     | 0      | 3            | 0            | –           | –           | 1      | 0      | –           | –           | 7     | 0      | 0          | 0          |
| Odra Wodzisław             | 2005/06            | I liga             | 25    | 3      | 4            | 3            | –           | –           | –      | –      | –           | –           | 29    | 6      | 1          | 1          |
| Legia Warszawa             | 2006/07            | I liga             | 12    | 2      | 0            | 0            | 7           | 0           | 2      | 0      | 1           | 0           | 22    | 2      | 0          | 0          |
| Legia Warszawa             | 2007/08            | I liga             | 9     | 1      | 2            | 1            | 7           | 0           | 1      | 0      | –           | –           | 19    | 2      | 6          | 0          |
| Odra Wodzisław             | 2008/09            | Ekstraklasa        | 28    | 3      | 2            | 1            | 7           | 1           | –      | –      | –           | –           | 37    | 5      | 7          | 0          |
| GKS Bełchatów              | 2009/10            | Ekstraklasa        | 20    | 3      | 1            | 0            | –           | –           | –      | –      | –           | –           | 21    | 3      | 3          | 0          |
| Korona Kielce              | 2010/11            | Ekstraklasa        | 26    | 3      | 2            | 0            | –           | –           | –      | –      | –           | –           | 28    | 3      | 5          | 1          |
| Korona Kielce              | 2011/12            | Ekstraklasa        | 25    | 4      | 0            | 0            | –           | –           | –      | –      | –           | –           | 25    | 4      | 8          | 2          |
| Korona Kielce              | 2012/13            | Ekstraklasa        | 23    | 9      | 1            | 0            | –           | –           | –      | –      | –           | –           | 24    | 9      | 3          | 0          |
| Korona Kielce              | 2013/14            | Ekstraklasa        | 22    | 4      | 1            | 0            | –           | –           | –      | –      | –           | –           | 23    | 4      | 4          | 0          |
| Korona Kielce              | 2014/15            | Ekstraklasa        | 1     | 0      | 0            | 0            | –           | –           | –      | –      | –           | –           | 1     | 0      | 0          | 0          |
| Podbeskidzie Bielsko-Biała | 2014/15            | Ekstraklasa        | 20    | 4      | 3            | 2            | –           | –           | –      | –      | –           | –           | 23    | 6      | 0          | 0          |
| Podbeskidzie Bielsko-Biała | 2015/16            | Ekstraklasa        | 2     | 0      | 0            | 0            | –           | –           | –      | –      | –           | –           | 2     | 0      | 0          | 0          |
| Górnik Zabrze              | 2015/16            | Ekstraklasa        | 16    | 2      | 0            | 0            | –           | –           | –      | –      | –           | –           | 16    | 2      | 1          | 0          |
| Sandecja Nowy Sącz         | 2016/17            | I liga             | 24    | 3      | 2            | 0            | –           | –           | –      | –      | –           | –           | 26    | 3      | 6          | 1          |
| Sandecja Nowy Sącz         | 2017/18            | Ekstraklasa        | 8     | 0      | 3            | 2            | –           | –           | –      | –      | –           | –           | 11    | 2      | 0          | 0          |
| Sandecja Nowy Sącz         | 2018/19            | I liga             | 8     | 2      | 0            | 0            | –           | –           | –      | –      | –           | –           | 8     | 2      | 1          | 0          |
| Sandecja Nowy Sącz         | 2019/20            | I liga             | 28    | 5      | 2            | 0            | –           | –           | –      | –      | –           | –           | 30    | 5      | 3          | 0          |
| Sandecja Nowy Sącz         | 2020/21            | I liga             | 13    | 0      | 1            | 0            | –           | –           | –      | –      | –           | –           | 14    | 0      | 2          | 0          |
| Ogólnie w karierze         | Ogólnie w karierze | Ogólnie w karierze | 303   | 48     | 27           | 9            | 21          | 1           | 4      | 0      | 1           | 0           | 314   | 51     | 50         | 5          |

## Lista walk w kick-boxingu
| Wynik   | Bilans | Przeciwnik     | Rozstrzygnięcie          | Runda | Czas | Rozgrywki                 | Data      | Miejsce | Uwagi                |
| ------- | ------ | -------------- | ------------------------ | ----- | ---- | ------------------------- | --------- | ------- | -------------------- |
| Wygrana | 1-0    | Hubert Schmidt | Decyzja (niejednogłośna) | 3     | 3:00 | South Battle: Fight Night | 8.10.2021 | Kąty    | Debiut w kickboxingu |